# قناة دهليزية
القناة الدهليزية (بالإنجليزية: Vestibular duct) أو السقالة الدهليزِية (بالإنجليزية: Scala vestibuli) هي تجويف مملوء بالليمف المحيطي داخل قوقعة الأذن الداخلية تقوم بشكل أساسي بنقل الاهتزازات الصوتية إلى القناة القوقعية. يتم فصل القناة الدهليزية عن القناة القوقعية بواسطة الغشاء الدهليزي وتمتد من دهليز الأذن إلى ثقب القوقعة حيث تتصل بالقناة الطبلية.

## صور إضافية

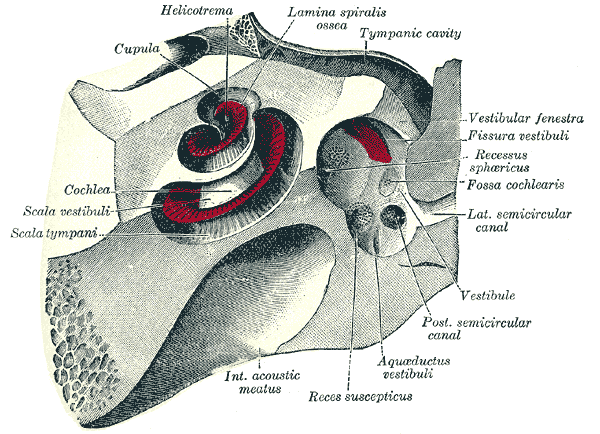
القوقعة ودهليز الأذن، من الأعلى.
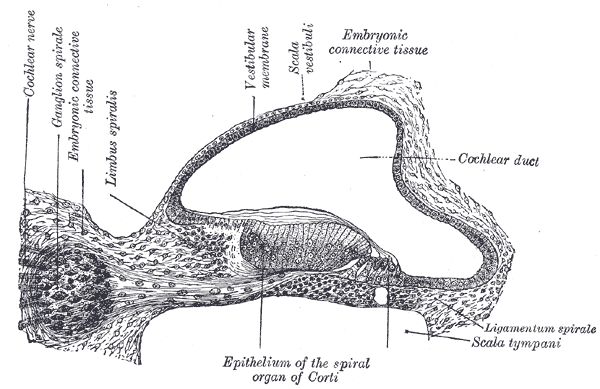
مقطع عرضي عن القناة القوقعية لقطة.
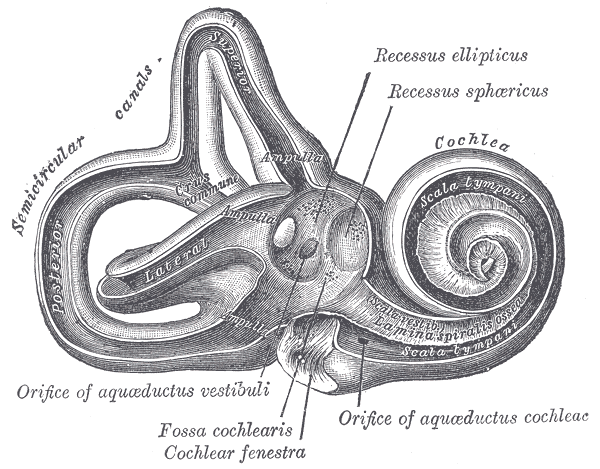
داخل التيه العظمي الأيمن.
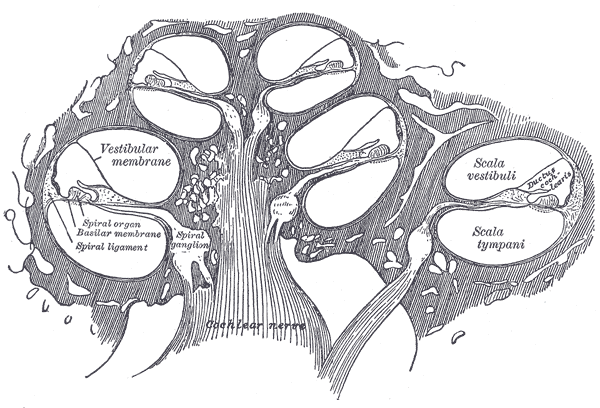
مقطع طولي رسومي من القوقعة.

## المواقع الداخلية
- شريحة نسخة محفوظة 23 مايو 2018 على موقع واي باك مشين. من جامعة كنساس
- رسم تخطيطي في جامعة إنديانا - جامعة بوردو إنديانابوليس
- الصورة نسخة محفوظة 3 مارس 2016 على موقع واي باك مشين. في جامعة نيو إنجلاند (الولايات المتحدة)